# Coux (Ardèche)
Coux is een gemeente in het Franse departement Ardèche (regio Auvergne-Rhône-Alpes). De plaats maakt deel uit van het arrondissement Privas. Coux telde op 1 januari 2022 1.664 inwoners.

## Geografie
De oppervlakte van Coux bedroeg op 1 januari 2022 12,02 vierkante kilometer; de bevolkingsdichtheid was toen 138,4 inwoners per km².
De onderstaande kaart toont de ligging van Coux met de belangrijkste infrastructuur en aangrenzende gemeenten.

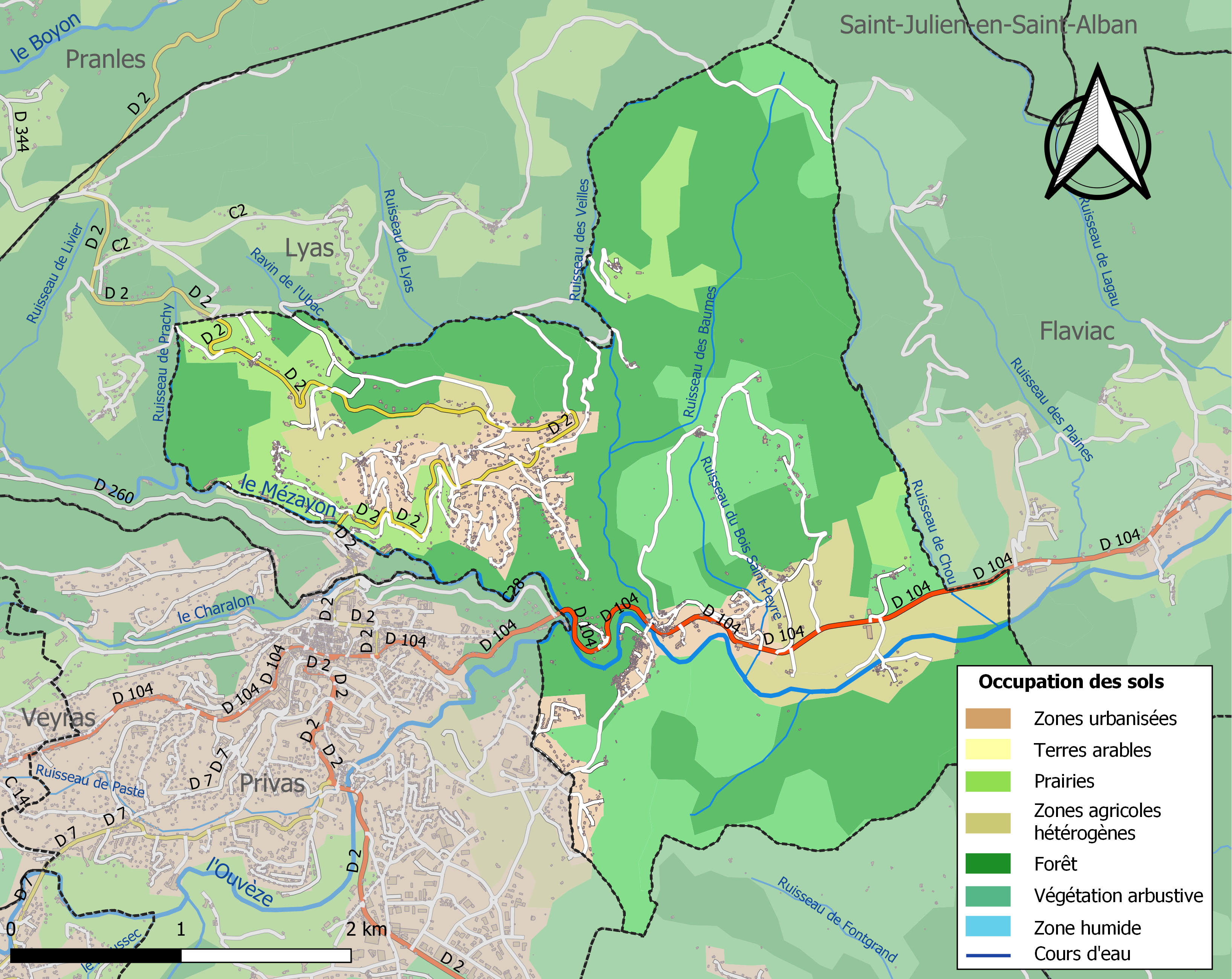

## Demografie
Onderstaande figuur toont het verloop van het inwonertal (bron: INSEE-tellingen).

Vanwege een beveiligingsprobleem met de MediaWiki Graph-software is het momenteel niet mogelijk deze grafiek weer te geven. Zodra de software is bijgewerkt zal de grafiek vanzelf weer zichtbaar worden.